# 柴田敬
柴田 敬（しばた けい、1902年（明治35年）9月2日 - 1986年（昭和61年）5月22日）は、日本の経済学者。京都大学教授、山口大学教授、青山学院大学教授などを歴任。数理マルクス経済学の開拓者であり、マルクス、ベーム＝バヴェルクへの理論的批判で知られる。

## 経歴
出生から修学期
1902年(明治35年)、福岡県福岡市で生まれた。福岡商業学校、山口高等商業学校（現・山口大学経済学部）を卒業後、高商時代の恩師である作田荘一を追うように京都帝国大学経済学部に入学した。そこでは河上肇のゼミに参加し、マルクス経済学を学んだ。また、先輩の高田保馬からローザンヌ学派の研究について学んだ。
経済学者として(戦前)
卒業後は、京都帝国大学助教授に就いた。1936年、ハーバード大学に研究留学し、ヨーゼフ・シュンペーターのゼミナールに加わり、高い評価を得た。伊東光晴によると、「日本の経済学者でシュンペーターのもとを訪れた者のうち、シュンペーター自身が、来る前から異常に高く評価していたのは柴田敬であり、来た後に高く評価したのが都留重人であって、これ以外の人についてはほとんど評価していない」とされている。当時のシュンペーター・ゼミのゼミ生には、ポール・サミュエルソン、ワシリー・レオンチェフ、ポール・スウィージー、都留らがいた。そして、米国からの帰途には、吉田茂の仲介により､英国でケインズとの面会を果たした。伊東光晴によれば、「日本人としては、ただ一人ケインズと議論らしい議論を行った経済学者」。
帰国後の1939年、学位論文『理論経済学』を京都帝国大学に提出して経済学博士号を取得。また、同1939年、京都帝国大学教授に昇格。ゼミからは杉原四郎らが育った。太平洋戦争戦中期には、経済ブレインとして、近衛文麿の経済体制革新運動や天皇による早期終戦工作などに関わった。
太平洋戦争後
戦後は、戦中の活動のためGHQにより公職追放の対象者となった。1951年に追放解除となると、山口大学経済学部教授に就いた。在任中には経済学部長も務めた。1963年に山口大学を退任し、その後は青山学院大学教授・経済学部長を務めた。1976年に退任。
1986年に死去。

## 研究内容・業績
柴田はマルクス経済学として、レオン・ワルラスの一般均衡理論の統合など世界的にも注目される理論経済学の研究を行った。この論文はポーランドの経済学者であるオスカル・ランゲの眼に止まり、高い評価を受けている。

### 利潤率
昭和10年(1935年)の主著「理論経済学」において、「生産係数の変化は、それが、生産費の節減をもたらすものである限り、資本組成の有機的高級化を伴う場合にも、平均利潤率の上昇をもたらす」、すなわち、資本家が生産費、生産物価格を低下させるような新技術を導入する限り、平均利潤率は必ず上昇するとして、マルクスの利潤率の傾向的低下の法則を批判した。これは置塩信雄によって一般化され、シバタ・オキシオの定理と称される。
リカードは土地の有限性によって利潤率が低下するとみたが。マルクスは資本の有機的構成の高まりによって利潤率が低下するとみた。いま不変資本をC 、可変資本をV 、剰余価値をSとすれば、利潤率r は、
```

  

    

      

        
r

        
=

        

          
S

        

        

          

            
/

          

        

        

          
(

          
C

          
+

          
V

          
)

        

        
=

        

          
(

          
S

          

            
/

          

          
V

          
)

        

        

          

            
/

          

        

        

          
[

          
(

          
C

          

            
/

          

          
V

          
)

          
+

          
1

          
]

        

      

    

    
{\displaystyle r={S}{\big /}{(C+V)}={(S/V)}{\big /}{[(C/V)+1]}}

  

```

となる。つまり、剰余価値率S /V が一定で、技術進歩により、資本の有機的構成C /V が上昇すると、利潤率r は低下する。しかし、ボルトキエヴィチ、ポール・スウィージーやジョーン・ロビンソンは、有機的構成の上昇は、労働の生産性を高め、剰余価値率を大きくするため、利潤率は低下するとは限らないと批判した。
これに対して、柴田敬は、生産価格体系で考察する。
(1) p = [(2/3)k ＋ (1/30)5p] ( 1＋i )
(2) k = [(2/3)k ＋ (1/30)5p] ( 1＋i )
i は平均利潤率、 p は労働者のみが需要する消費手段の価格、k は生産手段の価格であり、(2/3)と(1/30)はそれぞれ消費手段および生産手段生産における生産手段と労働の生産係数（投入係数）であり、実質賃金は消費手段5単位と仮定されている。この連立方程式を解けば、 p = k =1, i = 20% という解となる。
つぎに、生産係数が(401/601)、(199/6010)に変化したとして、
(3) p = [(401/601)k ＋ (199/6010)5p] (1 ＋ i )
(4) k = [(401/601)k ＋ (199/6010)5p] (1 ＋ i )
を解けば、 p = k = 0.999933444, i = 20.07992% となる。すなわち、資本の価格組成が高級化しながら利潤率は高くなっている。
根岸隆はこれを一般化する。第1財である賃金財をニュメレール(価値尺度財)として、その価格を1とし、第2財である生産財の価格をpとする。第 i 財 (i = 1,2)の生産に単位あたりai1の生産財が投入されるとする。さらに、労働力の再生産に必要な賃金財の量を1とし、第 i 財の生産には単位あたりai2の労働の投入が必要とする。価格pと利潤率rは、
(5) 1=( 1 ＋ r )(a11p ＋ a12)
(6) p = ( 1 ＋ r )(a21p ＋ a22)
から決定される。
次に、賃金財生産に新技術が採用され、投入係数がa11', a12’に変化するとすれば、
(7) a11'p ＋ a12' < a11p ＋ a12
となる。したがって、新技術投入後の価格p’と利潤率r’は、
(8) 1 = ( 1 ＋ r’ ) (a11'p' ＋ a12’ )
(9) p’ = ( 1 ＋ r’ ) (a21p' ＋ a22 )
により決定される。
(6)と(9)を比較すると、
(10) p [1 / (1 ＋ r ) - a21] = p’ [1/　(1 ＋ r’ ) - a21]
となり、r’ > rならば、p’ > p であり、r’ < r ならば、p’ < pと、利潤率と技術不変の生産財の価格とは同方向に動く。
次に、(5)と(8)を比較して(7)を考慮すると、
(11) (1 ＋ r )(a11'p ＋ a12’ ) < (1 ＋ r’ )(a11’p’ ＋ a12’)
となるから、もしr’ < rならば、p’ > pと、利潤率と価格が逆方向に動かなければならないが、それは(10)と矛盾する。したがって、r’ > rでなければならない。
生産財の生産部門に生産費を低下させるような新技術が導入される場合でも同様に利潤率が上昇する。また置塩信雄は、n部門でも同様であることを証明したので、ここに生産費を低下させる技術の導入は、マルクスの期待（利潤率低下の法則）に反して、利潤率をかならず上昇させることが明らかになった。
柴田は、ワルラス理論でマルクスの問題を解こうとした。ワルラス理論では、完全競争と、規模の経済（工場や企業の規模拡大によって生じる利得）が存在しないことを前提とする。つまり、生産者は販売量にかかわらず市場価格が不変であると想定し、利潤の最大化をはかる。また、生産の規模にかかわらず、投入係数は一定である。
前掲の価格費用方程式(5)(6)は、ワルラス理論の一部であり、柴田・置塩の定理はワルラスの想定した経済モデルにおいて成立するが、マルクスはワルラスのような完全競争ではなく、生産規模は市場よりも大きな規模で、販売量を増やすためには価格を引き下げなくてはならないといった、寡占や独占的競争を想定していた。
柴田・置塩の定理と異なり、利潤率には、価格費用関係ではなく、商品の産出規模、需要の問題がからむ。したがって、寡占や独占的競争の経済において、需要の変化を考慮しなければならず、利潤率低下法則の問題はまだ未解決であると根岸隆はいう。一方で、根岸は、マルクスの主張するように生産費を低下させるような技術進歩のために利潤率が低下するならば、やがて利潤は消滅し、資本主義も終わりを迎えると心配されているが、利潤率が技術進歩のために低下するとしても、技術進歩によって創設される利潤が期待できるので、そのような心配は杞憂であるとする。シュンペーターがイノベーション理論で述べたように、利潤とは、既存の産業の生産費用節減でなく、革新的な企業にの新しい技術によって生み出されるものであるからだと根岸はいう。

## 評価
1978年には「忘れられた大経済学者」とみなされていた。
- 都留重人は1985年に、「日本には「経済学学者」は多いけれど経済学者は少ないのではないか。つまり、外国の著名な経済学者の著書や論文を、横のものを縦にする形で発表する学者は非常に多いけれども、自分で独創的に問題を展開して、世界の経済学界に一石を投じるような人は比較的少なかったのではないかと考えてきた。「近代経済学の群像」の続編として本書を企画するに当たっては、ぜひとも日本の経済学者も登場させたいとして、柴田敬と安井琢磨の二人を検討の対象とした」と述べている[10]。
- 根岸隆は、柴田は、日本の最初の国際的レベルの経済学者であったと評価した[5]。

## 著作
著書
- 『理論経済学』弘文堂書房 1935-1936

1. 上巻 1935[11]
2. 下巻 1936[12]

- 『日本経済革新案大綱 (未定稿)』新体制研究会事務局 1940[13]
  - 『日本経済革新案大綱』有斐閣 1940[14]
- "Fundamental theory of capitalism", Kyoto, 1941.
- 『経済原論』1942[15]
- 『新経済論理』弘文堂 1942[16]
- 『新経済学批判』山口書店 1943[17]
- 『ヒックス循環論批判』弘文堂 1952
- "A contribution to the theoretical study of monetary inequilibrium and economic growth (1962) Science Council of Japan"
- 『改訂経済学原理』ミネルヴァ書房 1967
- 『地球破壊と経済学』ミネルヴァ書房 1973
- 『ケインズを超えて：世界史的危機の経済学』ミネルヴァ書房 1976
- "Beyond Keynesian Economics" 1977
- 『経済の法則を求めて: 近代経済学の群像』日本経済評論社 1987

## 関連文献
- 『経済学の現代的課題』都留重人,杉原四郎、柴田敬博士古稀記念論文集刊行委員会編、ミネルヴァ書房 1974
- 『戦時下の経済学者：経済学と総力戦』牧野邦昭著、中央公論新社(中公選書) 2010　新版:2020年